# Chemical World
«Chemical World» — песня альтернативной рок-группы Blur с их второго альбома Modern Life Is Rubbish (1993). Была выпущена 28 июня 1993 года в качестве второго сингла из альбома Modern Life Is Rubbish, и, также как и предыдущий «For Tomorrow», достигла #28 в UK Singles Chart. В Соединенных Штатах песня достигла #27 в чарте Modern Rock Tracks и стала единственной из песен альбома Modern Life Is Rubbish, представленной здесь. В Америке была выпущена на SBK Records.
Британский журнал New Musical Express включил данную композицию в свой список «500 величайших песен всех времён», разместив её на 416-й позиции.
Би-сайд сингла «Young and Lovely» был назван журналом Q в 2007 году одной из лучших «потерянных песен».

## Музыкальное видео
Музыкальное видео показывает группу в травянистой области, окруженной дикой природой.

## Версии изданий
7"
1. «Chemical World» (edit)
2. «Maggie May»

CD1 (live tracks from Glastonbury Festival 1992)
1. «Chemical World» (Reworked) (uncredited on sleeve that it is the reworked version)
2. «Never Clever» (live)
3. «Pressure On Julian» (live)
4. «Come Together» (live)

CD2
1. «Chemical World»
2. «Young & Lovely»
3. «Es Schmecht»
4. «My Ark»

12"
1. «Chemical World»
2. «Es Schmecht»
3. «Young & Lovely»
4. «My Ark»

## Продюсирование
- «Chemical World» и «Young & Lovely» — Stephen Street
- «Es Schmecht» — Blur
- «My Ark» — Blur и John Smith
- «Maggie May» — Steve Lovell
- «Chemical World» (переработанная) — Blur, Clive Langer и Alan Winstanley